# 京都府立農芸高等学校
京都府立農芸高等学校（きょうとふりつ のうげいこうとうがっこう）は、京都府南丹市園部町南大谷下芝雨乞嶽にある公立高等学校。環境緑地科と園芸技術科と農業生産科の3学科を設置している農業高等学校で、京都府唯一の農業専門高校である。

## 設置学科
農業学科群（1年次）、農業バイオ科・環境緑地科（2年次より）
農産バイオ科（2クラス）
- 作物コース: 稲作の基本を学ぶともに、環境への負荷の少ない特別栽培米の生産までを系統的に学習する。
- 野菜コース: ガラス温室での溶液栽培を中心に、トマトやネットメロンなどの野菜の栽培法や施設の管理方法の学習をする。
- 畜産コース: 乳牛・和牛や豚、鶏などの家畜の飼育管理技術に加え、家畜の特性について学習する。
- 草花コース: シクラメンを中心に季節の花苗などを栽培し、草花の特性について学習する。
- 植物バイオコース: 植物バイオの基本である植物の大量増殖を中心に実験・実習を通じて、植物の増殖技術を学習する。
- 動物バイオコース: 動物の遺伝資源の活用についてバイオテクノロジーの技術を用いてアプローチをし、農芸高校ブランド和牛生産を行う。

環境緑地科（1クラス）
- 造園コース: 住宅庭園・各種公園・国土の景観保全と整備等に関わる計画設計・施工・管理・材料について学習する。
- 農業土木コース: 農地開発・環境保全等の農村総合整備の計画設計・施工・材料について学習する。

## 沿革
- 1981年（昭和56年） - 合併問題の浮上していた園部高校船南分校の跡地に、亀岡高校より農業科・農業土木科を改編し農業単科高校として設置する方針が府教育委員会で決定。
- 1983年（昭和58年） - 農業経営科・造園土木科・生活科の3学科（定員120名）で開校。
- 1984年（昭和59年） - 校歌設定
- 1987年（昭和62年） - 亀岡高校矢田農場が本校に移管。
- 1992年（平成04年） - 創立10周年記念式典
- 1994年（平成06年） - 学科改編。
- 2002年（平成14年） - 第53回日本農業クラブ全国大会(京都大会)事務局校　創立20周年
- 2005年（平成17年） - 普通化教室棟(第3棟)冷房施設設置
- 2008年（平成20年） - 創立25周年記念式典

## 教育方針

### 校訓
質実剛健 ―あしこしの強い青年を育てる―

### 教育方針
日本国憲法、教育基本法の精神に基づき、社会に有為な人物として必要な高等普通教育と農業の専門教育を施し、真理を愛し、科学技術を身に付けた経営者、技術者を養成することを目的とする。
特に、自己の社会的使命を自覚させ、研究的態度と応用能力を培うことに重点を置き、近代的な農業の発展に寄与できる実践力、強い責任感と精神力を持った人材の育成を目指す。

### 各学科の目標
農産バイオ科
農業の各分野における基礎的・基本的な技術と経営に関する知識を体系的に習得させ、21世紀における地域農業の中核的役割を果たす農業後継者及び関係業務に従事する技術者を養成する。
環境緑地科
自然環境の保全、都市や農村の生活空間及び生産基盤に関する設計・測量・施工・管理などの基礎的な知識と技術を習得させ、これら関連産業の後継者及び技術者を養成する。

## 校内施設
- 男子寮（船南寮）

校地内に男子寮があり、1年生男子は全寮制である。
2年生と3年生については、希望者の中から約80名が選考され入寮を許可される。
- 農場

栽培圃場(水稲・露地栽培・豆類・玉葱等)・造園圃場(見本樹木・育成樹木等)
栽培施設(ガラス温室・ビニールハウス)・牛舎(牛約60頭)・鶏舎・矢田農場(亀岡市)
- 農産バイオ科施設

ライスセンター・育苗ハウス・実験温室・畜産実験室・乳加工室・バイテク実験室・順化温室・ドナー&レシピアント牛舎・コンピューター室・農産加工室・機械実習室
- 環境緑地科施設

造園実験室・造形実習室・施工実習室・水利実験室・材料実験室・測量実験室・コンピューター室・CADシステム・測量トータルステーション

## クラブ活動

### 体育系
- 硬式野球
- 陸上競技
- サッカー
- パワーリフティング

2017世界クラシックパワーリフティング選手権大会(サブジュニア63kg級 3位)
第1回関西高等学校秋季クラシックパワーリフティング選手権大会(女子63kg級・72kg級1位 男子59kg級・105kg級1位　団体優勝)
- バスケットボール
- バドミントン
- 硬式テニス
- 卓球
- 剣道

### 文化系
- 茶道
- 合唱

### 農業クラブ専門部
- 植物バイオ

第34回日本菊花全国大会（三本立て大菊12鉢花壇の部 大阪市長賞  /  福助花壇の部 ニュージーランド大使館賞）
- 造園

第55回技能五輪全国大会（京都府代表として一名出場)
- 草花
- 野菜
- 畜産

平成28年第1回セントラルジャパンホルスタインショウ 第5部チャンピオン、最優秀学校賞
- 環境
- 情報処理

## 学校行事
- 入学式（4月）
- 体育祭（6月）
- 臨地研修（6月）: 各学科の系統・類型に応じて、実際に農場や庭園、建設現場などを訪れて学習する。
- 農業鑑定競技会（7月）
- 芸術鑑賞（10月）
- 農芸祭（11月）: 学校を一般に開放して生徒が育てた作物や草花などを販売する。
- 修学旅行（12月）: 2年生が対象 。
- 台湾 曾文高級農工職業学校研修（希望者のみ）: 台湾国立の農業高校で生徒たちと国際交流を行う。
- 卒寮式（1月）
- ロードレース（2月）: 男子 18.6km　女子 14kｍを走る。
- 意見発表会: 1,2年生が夏に行われる府連大会の出場者を決める。
- 卒業式（2月）

## 集中補習
- 夏季集中補習: 進学希望の2・3年生を対象に、本学教師が英語・数学・国語・理科・社会・小論文の補習を行う。
- 冬季学習合宿: 1・2年生の希望生徒を対象に、英語・数学・国語・小論文の補習を行う。

## オープンスクール
中学生とその保護者を対象に進学説明会・学校施設（農場・寮）見学・体験授業・授業見学会が行われている。
- 第1回オープンスクール（9月）
- 第2回オープンスクール（10月）
- 第3回オープンスクール（12月）

## 資格・検定
- 日本農業技術検定
- 造園技能検定
- 危険物取扱者:  丙種 乙種 危険物講習が設けられている
- 毒物劇物取扱責任者: 農産バイオ科1年生に対して補習が行われる
- 小型建設機械(バックホー): 校内でコマツの指導員を招いて実施される
- 小型フォークリフト運転技能講習: 校内でコマツの指導員を招いて実施される
- 天井クレーン講習: 校内でコマツの指導員を招いて実施される
- 測量士補
- ボイラー技士
- 三級園芸装飾技能士
- 三級室内園芸装飾技能検定
- 造園施工管理技術検定試験・土木施工管理技術検定試験
- 日本語ワープロ検定
- 全商情報処理検定
- 造園技能士
- 初級バイオ技術者認定試験
- 実用英語技能検定（英検）: 検定試験は校内で年3回実施される。英検対策補習が通年で設けられている
- 日本漢字能力検定（漢検）: 検定試験は校内で年3回実施される
- ニュース時事能力検定（N検）
- 世界遺産検定（せかけん)

## 著名な出身者
- 風神ライカ（女子プロボクサー） - 1991年度卒

## 校内風景

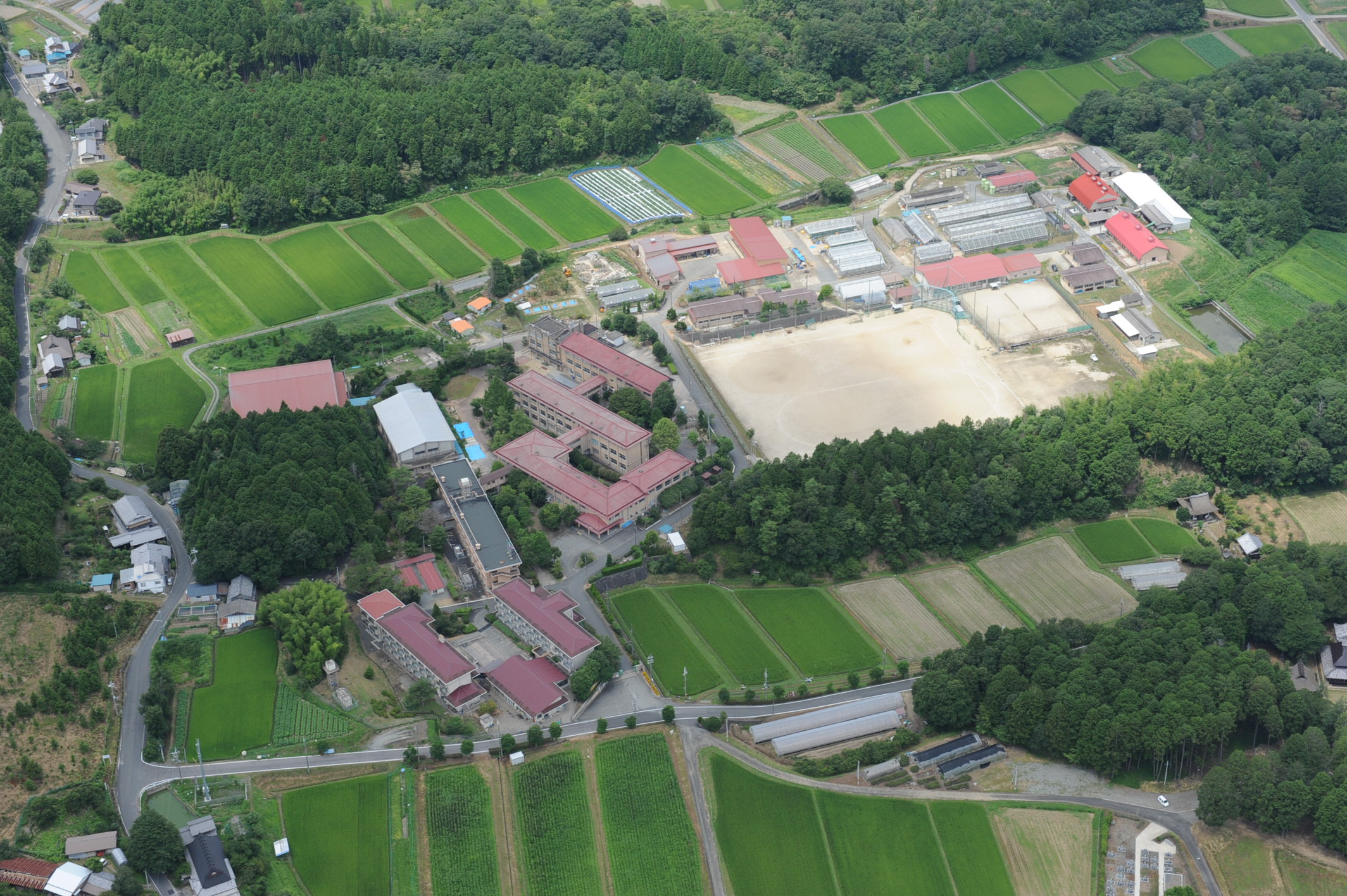
京都府立農芸高等学校 全景
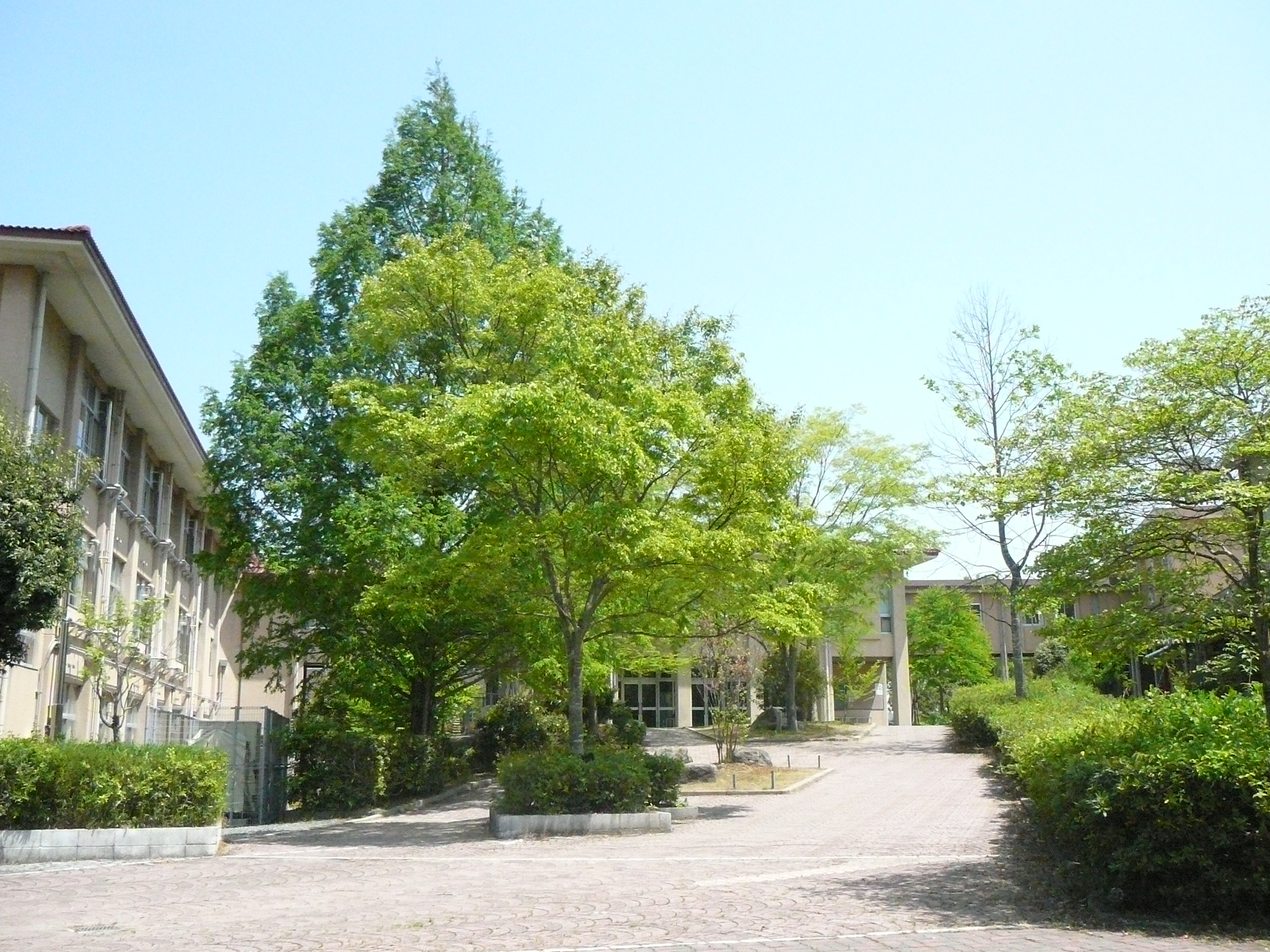
京都府立農芸高等学校 生徒昇降口前
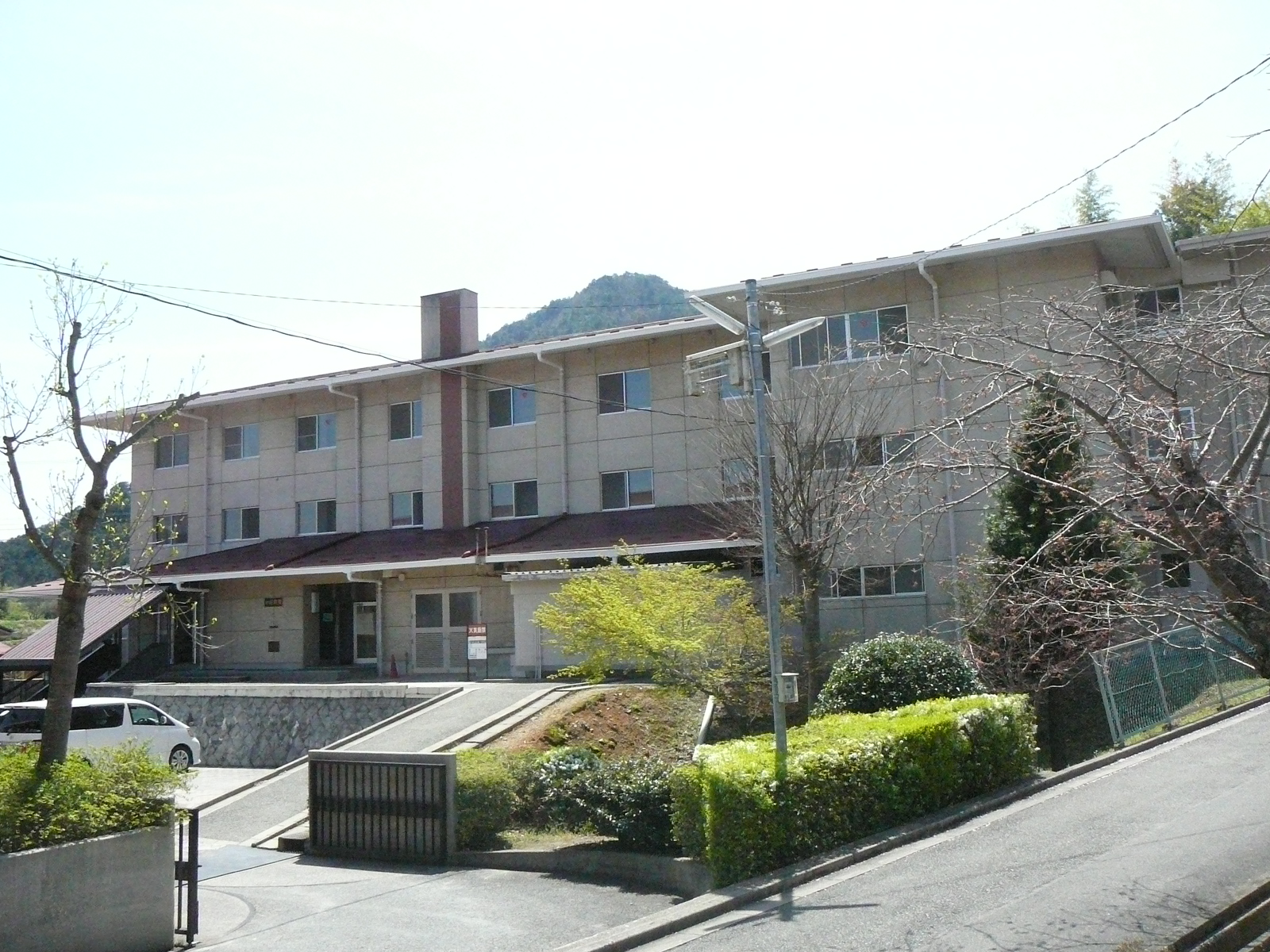
京都府立農芸高等学校 第一船南寮
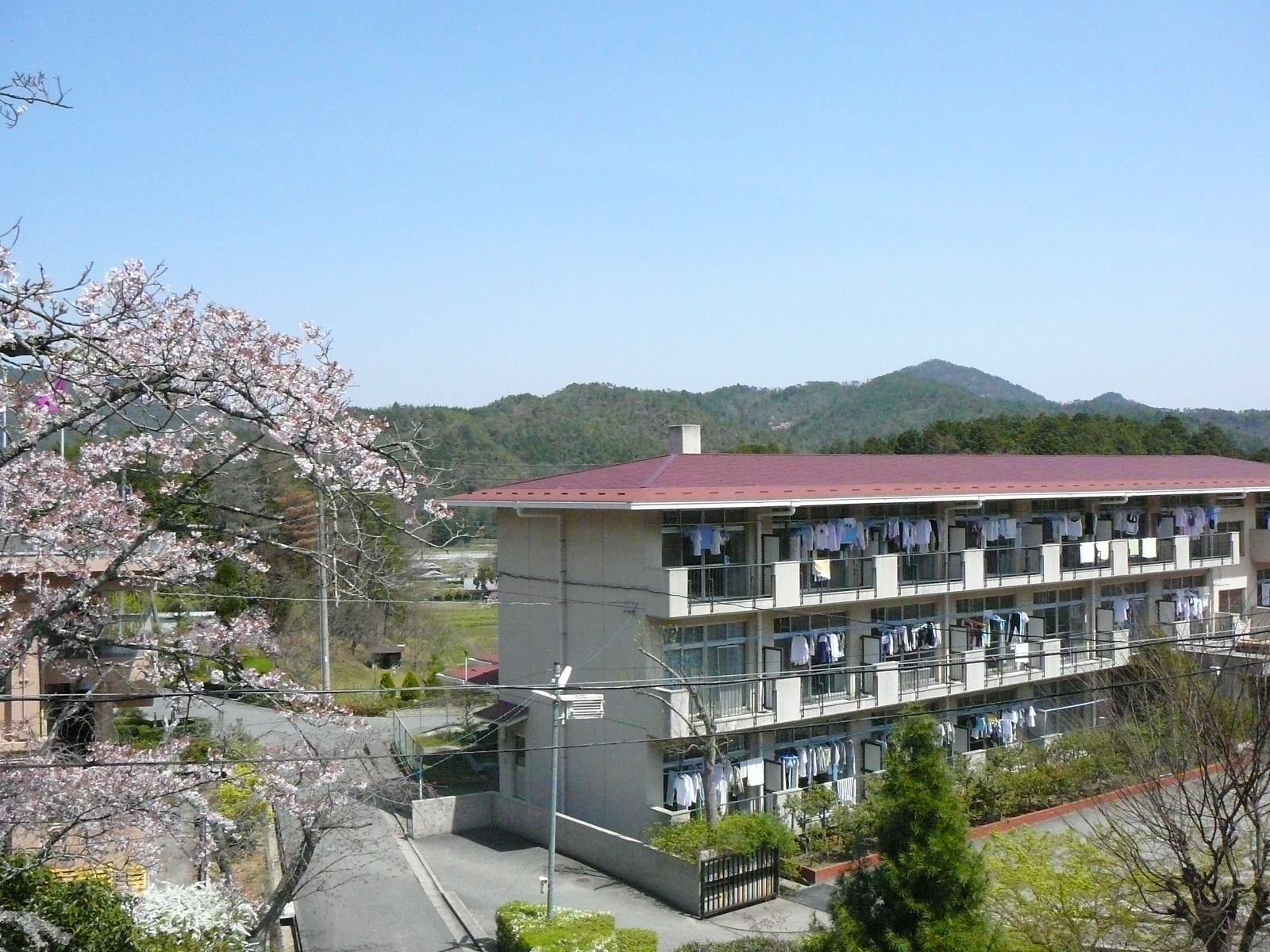
京都府立農芸高等学校 第二船南寮
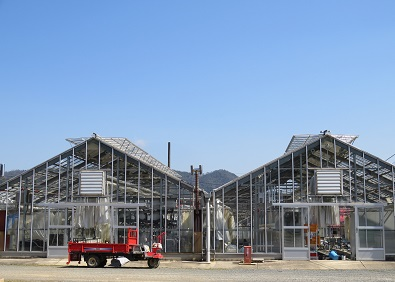
京都府立農芸高等学校 ガラス温室
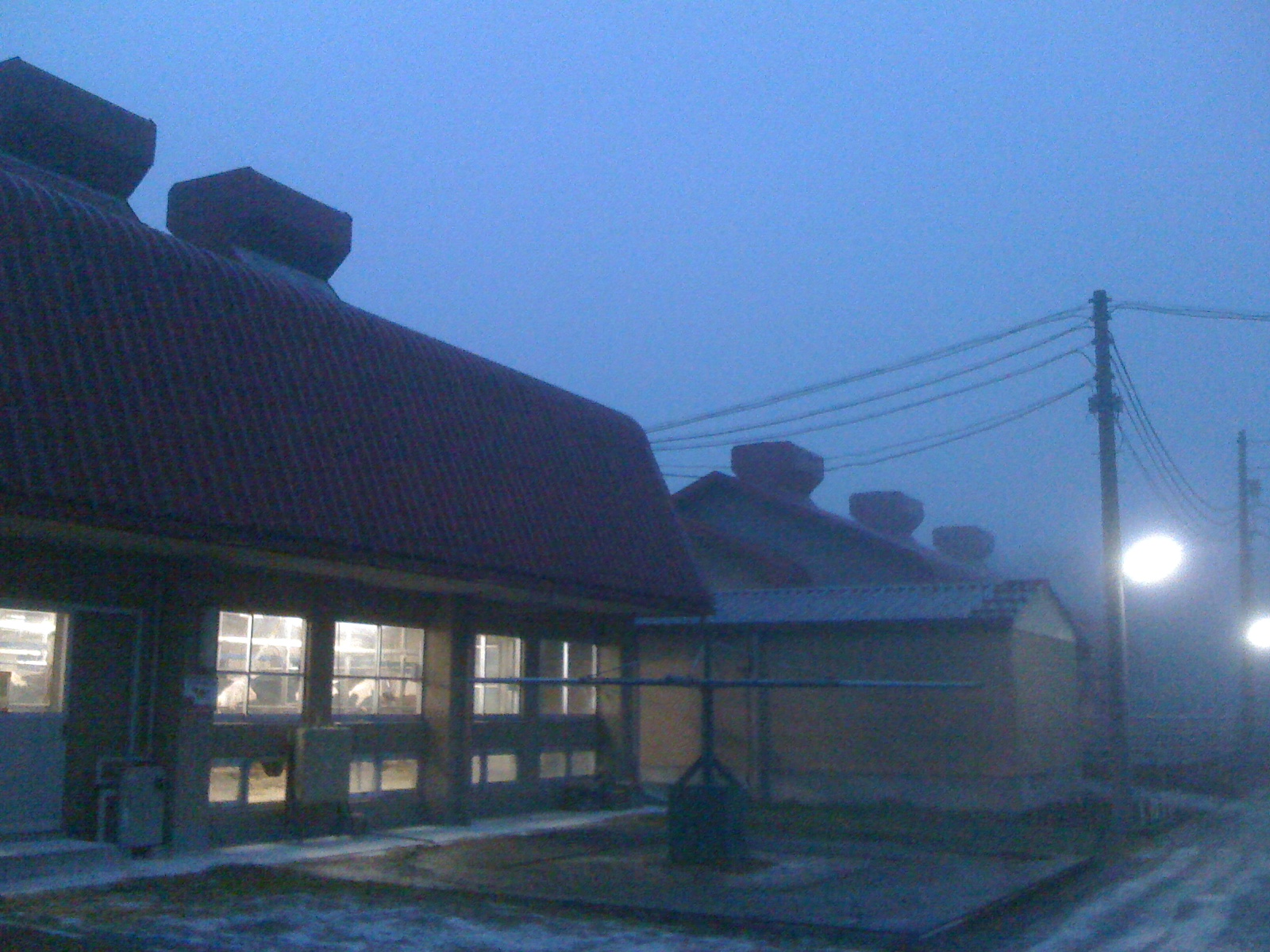
京都府立農芸高等学校 牛舎